# Nils-Olof Franzén
Nils-Olof Franzén, född 23 augusti 1916 i Oxelösund, död 24 februari 1997 i Stockholm, var en svensk litteraturvetare, författare och radioman.

## Biografi
Franzén började vid Radiotjänst på 1940-talet som hallåman. Han var även redaktionssekreterare på tidskriften Röster i radio. Åren 1950–1955 var han chef för Föredragsavdelningen och programdirektör 1956–1973. År 1958 disputerade han vid Stockholms universitet i litteraturhistoria på en avhandling om Émile Zola.
Som författare är han sannolikt mest känd för sina barnböcker om Agaton Sax. Hans Mozart och hans värld trycktes dock om så sent som 2006 och Undan stormen, hans bok om Sverige under första världskriget (först utgiven 1987) kom i ny upplaga 2001. Han var också verksam som översättare, delvis tillsammans med Birgit Franzén (född Levihn 1918), hans hustru sedan 1940. Han är begravd på Spånga kyrkogård.

### Barn- och ungdomsböcker
- Agaton Sax klipper till. Önskeböckerna. Ny följd ; 139 Önskedeckarna. Stockholm: Bonnier. 1955. Libris 1469076
- Sammansvärjningen. Stockholm: Rabén & Sjögren. 1955. Libris 1494744
- Agaton Sax och den ljudlösa sprängämnesligan. Önskeböckerna, 99-0163881-X ; 154. Stockholm: Bonnier. 1956. Libris 1926080
- Den hemlighetsfulle ryttaren. Stockholm: Rabén & Sjögren. 1956. Libris 1937909
- Agaton Sax och vita möss-mysteriet. Önskedeckarna. Stockholm: Bonnier. 1957. Libris 2281164
- Agaton Sax och de slipade diamanttjuvarna. Önskeböckerna, 99-0163881-X ; 209. Stockholm: Bonnier. 1959. Libris 1926075
- Göran Ulv: historisk äventyrsberättelse för ungdom. Önskeböckerna, 99-0163881-X ; 228. Stockholm: Bonnier. 1960. Libris 1937917
- Agaton Sax och det gamla pipskägget. Önskeböckerna, 99-0163881-X ; 218. Stockholm: Bonnier. 1961. Libris 1925906
- Göran Ulv och fångarna i Bastiljen: historiska äventyrsberättelser för ungdom. Önskeböckerna, 99-0163881-X ; 267. Stockholm: Bonnier. 1962. Libris 1809269
- Agaton Sax och Byköpings gästabud. Önskeböckerna, 99-0163881-X ; 289. Stockholm: Bonnier. 1963. Libris 1925911
- Agaton Sax och bröderna Max. Önskeböckerna, 99-0163881-X ; 316. Stockholm: Bonnier. 1965. Libris 1925894
- Agaton Sax och den bortkomne mr Lispington. Önskeböckerna, 99-0163881-X ; 332. Stockholm: Bonnier. 1966. Libris 1925904
- Agaton Sax och de okontanta miljardärerna. Önskeböckerna, 99-0163881-X ; 347. Stockholm: Bonnier. 1967. Libris 1809263
- Fred Y. och den farlige dr Snook.. Stockholm: Bonnier. 1968. Libris 1774191
- Herr Zippo och den tjuvaktiga skatan. Stockholm: Bonnier. 1968. Libris 1937387
- Fred Y. och det hemliga rummet.. Röda ramen. Stockholm: Bonnier. 1969. Libris 1774193
- Herr Zippo och barnen i byn. Bonniers barnbibliotek, 99-0129170-4 ; 152. Stockholm: Bonnier. 1969. Libris 1809271
- Agaton Sax och den svällande rotmos-affären. Önskeböckerna, 99-0163881-X ; 380. Stockholm: Bonnier. 1970. Libris 1809266
- Agaton Sax och den mörklagda ljusmaskinen. Bonniers ungdomsböcker, 99-0125996-7. Stockholm: Bonnier. 1978. Libris 7145534. ISBN 91-0-042326-2
- Ekorren som kunde tala. Stockholm: Bonniers Bonniers Juniorförlag. 1985. Libris 7285554. ISBN 91-48-51072-6

### Översättningar (urval)
- Hans Jakob Christoffel von Grimmelshausen: Den äventyrlige Simplicissimus (Der abenteuerliche Simplicissimus) (Ljus, 1944)
- Alain-René Lesage: Gil Blas (Histoire de Gil Blas de Santillane) (Ljus, 1945)
- Edward Gibbon: Det romerska rikets nedgång och fall (översättning Birgit Franzén (band 1) och Nils-Olof Franzén (band 2-3), Ljus, 1946-1950)
- Wolfgang Amadeus Mozart: Mozarts brev (Natur och kultur, 1991)

## Priser och utmärkelser
- Svenska Deckarakademins pris för Barn- och ungdomsdeckare 1978